# Пряшівщина
Див. також статті Українська мова на Пряшівщині.
про адміністративну одиницю Словаччини див. детальніше статтю Пряшівський край
Пряшівщина, Пряшівська Русь — українська етнічна територія в північно-східній Словаччині, яка межує з українським Закарпаттям, а в історичному плані є частиною Закарпаття. Назва виникла від м. Пряшева, за складом населення переважно словацького і розташованого на словацькій етнічній території, яке, як найбільше місто цієї області і адміністративний центр колишньої Шариської жупи та осідок греко-католицької єпархії, стало від початку 19 ст. також українським релігійно-культурним центром.

## Розташування
Українська Пряшівщина, за винятком найбільше на схід висуненої прилеглої до України частини, являє собою смугу до 150 км довжиною, шириною лише на 10-40 км. До 1945 північна частина Пряшівщини межувала з Лемківщиною у складі Польщі. Після виселення лемків українська частина Пряшівщини — це вузький клин між словацькою та польською етнічною територіями.
Поза українською суцільною територією існує низка українських островів, часто на великій відстані від неї. Вони поширені переважно у менш приступних місцях, високо у горах або у вузьких долинах. Як ці острови, так і ще більше поширення греко-католиків словаків свідчать, що колись українська етнічна територія була значно більшою.
Українські етнічні острови були ще в Абовській (Абауй-Торнянській) і Ґемерській жупах.
Між Підкарпатською Руссю і Словаччиною 1919 року провели «тимчасову» межу — кілька км на захід від р. Уж, без уваги на етнічні відносини, так що до складу Словаччини увійшло близько 3 500 км² української суцільної етнічної території та близько 100—120 тисяч українського населення.
У 1939–1944 pp. державний кордон між Словацькою Республікою й Угорщиною (з боку Закарпаття) проходив на захід від згаданої межі, бо угорці домоглися силою пересунення кордону, мотивуючи це етнічним складом населення а також прагненням мати спільний кордон з Польщею; до Угорщини приєднано 1700 км² території з 70 000 населення, у тому числі 38 000 українців.
1945 — між Чехо-Словаччиною і УРСР відновлено давній кордон з 1919 р.

## Клімат
Клімат у районах, заселених українцями (без незаселених верхів): середня річна температура 5-7 °C, липня — 16—18 °C, січня — від −6 до −5 °C; кількість атмосферних опадів 650—900 мм на рік.

## Адміністративно-державні утворення на теренах Пряшівщини

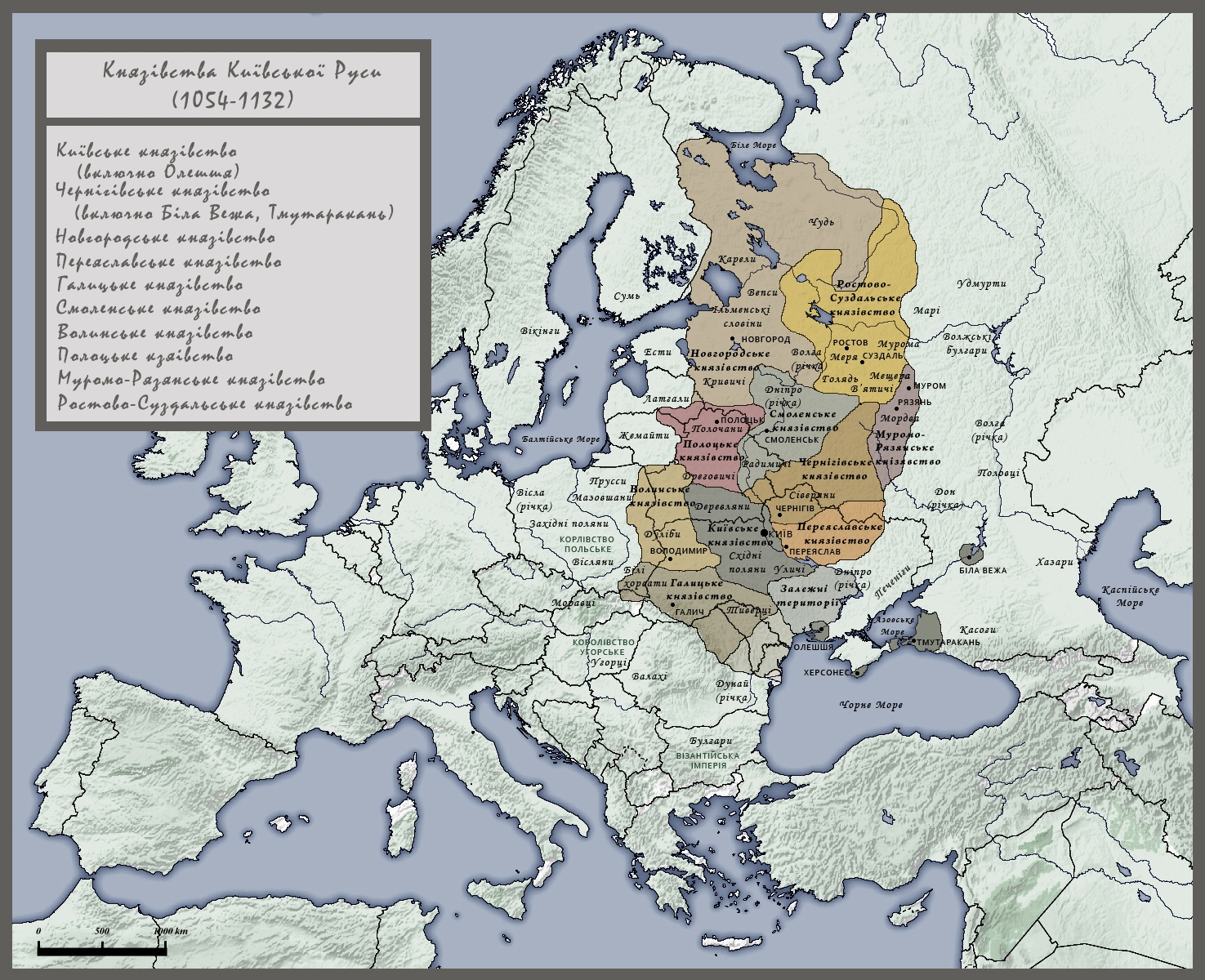
Пряшівщина у складі Галицького князівства.

### В добуКиївської Русі
- Галицько-Волинська держава

### У складіУгорського королівства
- Земплинська жупа
- Шариська жупа
- Списька жупа
- Ужанська жупа

### В епохуВизвольних Змагань
- Західноукраїнська Народна Республіка — формально.
- Руська Країна — до складу Руської Країни увійшла цілком Ужанська жупа, 1/3 якої зараз належить Словаччині.
- Центральна Руська Народна Рада. Була створена на початку 1919 р., в результаті об'єднання Пряшівської і Старо-Любовнянської народних рад з іншими українськими радами Закарпаття і Південної Мармарощини[2].
- Село Лікарівці. У період 1918—1944 рр. у складі Руської Країни, Підкарпатської Русі, незалежної Карпатської України та Підкарпатського автономного краю Угорщини. Від 1945 р. частина Словаччини.

### У складіУгорського королівства (1939—1944)
- Ужанський округ Підкарпатського автономного краю: район села Стащин (Великоберезнянська громада) і район міста Собранці (Собранецька громада).

### У складіЧехословаччини
- Українська Народна Рада Пряшівщини

### У складіСловаччини
- Земплін
- Шариш
- Пряшівський край

## Історія
Про етнічний склад первісного населення та генезу українців Пряшівщини в науці нема одностайної думки. За чеським ученим Л. Нідерле, межею між західнослов'янською та східнослов'янською колонізацією була у ранні історичні часи долина р. Топлі. Новіші топономічні дослідження (Кнєжа) доводять тільки, що населення тут було слов'янське, але його племінну приналежність важко визначити. У грамотах 12-14 ст. з району Михайлівців І.Панькевич знайшов східнослов'янські топонімічні риси. Територія сучасної Пряшівщини, розташована далі на північ, у ті часи була рідко заселеною пограничною смугою між Угорським королівством, Польським королівством та Руссю і аж до кінця 12 ст. лежала за угорськими прикордонними межами, що тільки на зламі 13-14 ст. наблизилися до головного карпатського пасма.
З 13 ст. є дані про словацьку колонізацію Бардіївської котловини; водночас від Спиша на схід просувалася саксонська колонізація. Перші історичні згадки про руські села на сучасному прикарпатському прикордонні походять з поч. 14 ст., коли на цій території пожвавилася хвиля волосько-руської колонізації, підтримуваної роздаванням пограничних земель першими угорськими королями з династії Анжу (від 1301 p.; визначення «волоський» має соц.-екон., а не етнічний характер; волохи — пастухи, русини — хлібороби). Назагал ця колонізація, що закінчилася в пол. 16 — на початку 17 ст., мала український етнічний характер.
Новий наплив українського населення з
північного (польського) боку припав на злам 17-18 ст. Від пол. 16 аж до 18 ст. українсько-словацька мовна межа зазнала тільки незначних змін. У 2-й пол. 18 ст. на території на південь від Гуменного-Вранова, заселеній до того часу українцями, розгорнулася сильна словацька колонізація, що поступово змінила етнічний характер цього району. Тоді ж частина українського населення з південної Пряшівщини переселилася на звільнені від турків землі теперішньої Бачки, де вони зберегли свій національний характер донині, або змішавшись із словаками утворило своєрідну русинську мовну групу у Войводині, тоді як корінне українське населення саме в цих районах словакізувалося або зугорщилося.
Через Пряшів, Сабинів та Бардіїв проходили важливі торговельні шляхи з Угорщини до Польщі і на Русь. Культура заможних спиських і шариських міст впливала до певної міри на формування типу народної культури укр. населення (одяг, ремесло); ін. зовн. ознаками збагатило цей своєрідний тип багатовікове культурне співжиття з словаками і концентрація вартостей угорської феодальної культури на цій території. З пол. 15 ст. різні осередки Пряшівщини були у руках чеських братів-гуситів (недалеко працював пізніше видатний чеський педагог Ян Коменський). Після турецької окупації нижньої і центральної Угорщини вся Пряшівщина залишилася в складі Габсбурзької імперії, але на початку 17 ст. південна частина Земплинської жупи відійшла на півсторіччя до турків.
У 16 ст. утворилися міцні феодальні домінії (Маковиця б. Зборова, Страйків, Чічава б. Вранова, Гуменне), що охоплювали більшість укр. сіл. Основним джерелом прожитку сільського населення стало, замість годівлі худоби, хліборобство й дрібне виробництво. Засновувалися фільварки, будувалися замки й кастелі, збільшувалися міри піданських оплат і повинностей, які на Пряшівщині були вищі, ніж у східній частині Закарпаття. Тому вже у кін. 15 ст. почало виникати розбійництво, набувши особливої сили у 1-й половині 17 ст.. Відомим місцевим розбійником був Федір Головатий.
Життя й економіку краю значно порушила австро-угорська боротьба (війна «лабанців» і «куруців»), а особливо невдале протигабсбурзьке повстання Ференца II Ракоція (1703–1711), в якому брало участь багато укр. селян.
Укр. населення було православним і залежало від мукачівських єпископів. Проте у 16—17 ст. існували тісні зв'язки з Перемишлем і Львовом, звідки привозили церковні книги та приїздили окремі свящ. Осередком церк. життя на початку 17 ст. став Святодухівський монастир у Красному Броді, звідки перемиський єпископ А. Крупецький намагався у 1614 p., за допомогою впливового маґнатського роду Друґетів, власників більшості укр. сіл на Земплині, ввести унію; але лише у 1646 р. на так званій Ужгородській унії більшість православного свяшенства цих земель перейшла на католицизм сх. обряду.
Унія відкрила деякі нові можливості культурного розвитку та рел. діяльності. Не зважаючи на феодальні утиски, побутово-еконічний і культурний рівень укр. населення Пряшівщини був у 18 ст. порівняно вищий, ніж у інших районах українських Карпат. На території Пряшівщини діяла з 1613 р. єзуїтська колегія у Гуменному, перенесена згодом до Ужгороду. Існували церк. школи — приходські й монастирські, для яких виходили перші книжки («Буквар», «Катехизис», та ін.), особливо в Трнаві на Словаччині. При монастирі у Красному Броді діяла школа філософії, заснована протоігуменом М. Шугайдою, де викладав м. ін. автор першої граматики на Закарпатті Арсеній Коцак. З 17—18 ст. на Пряшівщині виходить низка творів повчально-проповідницької літератури, а також збірки віршів і пісень. Свящ. і світські вчилися у високих школах Трнави, Кошиць, Еґеру (Угорщина), у віденському «Барбареумі», а також у Львівському «Студіум Рутенум» та в Київ. Академії. З середовища пряшівських українців вийшов у ті часи ряд визначних церк. і культ. діячів, вчених та митців. Дехто з них в кін. 18 і поч. 19 вв., не маючи змоги виявитися на батьківщині, переїжджали на працю до Австрії, Галичини, на Україну і в Росію, де займали визначні позиції, гол. в акад. світі: теолог М. Щавницький, філософи П. Лодій і А. Лудрович, правники М. Балудянський і В. Кукольник, економіст М. Білевич, природознавець Ян Земанчик та ін.
Зважаючи на те, що Мукачівська єпархія була територіяльно розкинена, для Пряшівщини спочатку утворено вікаріат у Кошицях (1787), а пізніше окрему Пряшівську єпархію (1818).
Таким чином, виникли два центри рел.-культ. життя на Закарпатті, з тим, що Пряшів і Пряшівщина деякий час вели перед.
19 — поч. 20 ст. Від кін. 18 ст. через Пряшівщину тричі (1799—1800, 1805—1806, 1849) переходили рос. війська, збуджуючи у середовищі місц. інтелігенції надії на можливість культ. відродження та самовизначення Закарпаття за підтримкою слов. Сходу, тобто царської Росії. Але уклад місц. сил (брак укр. елементів серед шляхти та міщан, мала кількість світської інтелігенції) не створювали сприятливих умов для нац. відродження; до того ж, рос. впливи ставали підозрілими для влади.
Початки національного відродження пряшівських і взагалі закарпатських українців припадають на роки діяльності невтомного священика «будителя» О. Духновича. Події в Австро-Угорщині 1848-49 pp. висунули видатного діяча А. Добрянського, який, бувши членом Головної Руської Ради у Львові та австр. комісаром при рос. армії, що придушувала угор. повстання, намагався відірвати Закарпаття від Угорщини і розробив проект утворення окремого Руського краю в Австрії. Короткий час після поразки угорської революції Пряшівщина і Закарпаття користувалися нац.-культ. самоуправлінням («руський дистрикт», див. стор. 719).
У другій пололовині XIX ст. на Пряшівщині, особливо після перетворення Австрійського Цісарства на федеративну Австро-Угорщину, відбулися два некорисні для укр. населення процеси: з одного боку, посилився угор. тиск на церк. і осв. життя (ряд заходів угорщення шкільництва й слідом за тим місц. інтелігенції та священства), а з другого — динаміка словацького нац. відродження охопила й деякі українські елементи, які воліли словакізуватися, ніж втрачати слов. характер під угор. тиском. У 1870—1900-х pp. мовно пословачився ряд українських сіл; цьому сприяла і введена під урядовим тиском латинська абетка, замість кирилиці, у «руських» вид., що полегшувало укр. населенню користування словацькою книжкою і пресою. Греко-католицьке духівництво і пряшівські єп., залежні від угор. уряду, не зуміли протиставитися цим двом денаціоналізаційним натискам сильніших нац. культур і політ. систем; більшість інтелігенції і духовенства відчужилися від нар. мас. Культ. відродження, розпочате Духновичем, почало занепадати; центр нац. життя перенісся до Ужгороду. На Пряшівщині діяли ще останні культ. діячі, здебільше, під впливом русофільської ідеології, співпрацюючи з культ. осередками (преса, видавництва) в Ужгороді й Львові: письм. і поети А. Кралицький, О. Павлович, Ю. Ставровський-Попрадов, педагоги І. Поливка, А. Ріпай та ін.
Початкові школи на Пряшівщині в пол. 19 ст. були назагал «руськими», але в 1880-х pp. стали двомовними (з перевагою угор.), а в 1907 (закон Аппоньї) припинилося навчання руською мовою; заснована 1895 р. учительська семінарія в Пряшеві втратила нац. характер. За угрофільського єпископа С. Новака (1913—1930) тенденція зугорщення опанувала життя Гр.-Кат. Церкви; 1915 р. єпархія ввела латинську абетку до церк. книг.
На зменшення укр. стану посідання на Пряшівщині вплинула також масова еміграція гол. до США, почавши з 1870-х pp. Вона була в українців дещо більша, ніж у словаків. Тому ч. українців, попри високий природний приріст, майже не зростало: ч. гр.-католиків 1869 р. — 180 000, 1914 — 190 000 (ч. приблизні). Причиною цього пропорційно найбільшого з усіх укр. земель відпливу населення було аґрарне перенаселення і брак заробітків. 3/4 закарп. еміграції в США походить з Пряшівщини (див. США, стор. 810—813 і далі).
1919—1945 pp. Програна Австро-Угорщиною світова війна відкрила нові можливості для українців Пряшівщини. З ініціативи свящ. О. Невицького скликано в листопаді 1918 р. віче до Старої Любовні, яке утворило Руську Народну Раду та висловилося за приєднання Пряшівщини до України. Інші пряшівські діячі під проводом А. Бескида утворили «Карпаторусскій Народный СовЂтъ» у Кошицях та схвалили приєднати все Закарпаття разом з галицькою Лемківщиною до Чехо-Словацької респубіки. Чехословацька орієнтація перемогла і в інших радах (див. crop. 720), гол. через важку ситуацію в Україні.
Чехо-словацька держава не виконала зобов'язань про пізнішу зміну тимчасового кордону між т. зв. Підкарпатською Руссю і Словаччиною за національним принципом; таким чином Західне Закарпаття — Пряшівщина опинилася в складі Словаччини без забезпечення українському населенню культурних і політичних прав. Його економічне становище не покращало, бо адміністрація мало дбала за індустріалізацію; хоч у 1920-х pp. деяка частина селян скористалася з земельної реформи, аґрарне перенаселення збільшилося, бо еміграція за океан сильно зменшилася, а сільське населення зростало. Соціальний неспокій серед селян виявився у березні 1935 р. заворушеннями у Чертіжному й Габурі проти примусового стягання податків (екзекуції).
Характер культурного й політичного життя визначала загальна інерція, посилена розпорошенням інтелігенції на три напрями: москвофільський, карпаторуський (русинський і український: У політичному житті діяли: народовецька Ліґа русинів, заснована О. Новицьким (до 1920), «Рус. народна партія», що підтримувала русофільство і православ'я (А. Бескид, І. Жидовський, К. Мачик), і Автономный земледЂльческий союзъ, підтримуваний більшістю священників, що виступав з програмою окремої регіональної культури (І. Кизак, С. Ґойдич). Крім того, на Пряшівщині, як і на східному Закарпатті, діяли експозитури різних чеських партій, між іншими ком. Українці Пряшівщини мали звич. 2-3 представники у празькому парламенті. Український культурний напрям, підтримуваний у 1922—1927 pp. єпископом Д. Нярадієм, під тиском місцевих консервативних традицій не набув більшого поширення. «Просвіта», заснована в Пряшеві у 1930 p., не поширила своєї діяльності на села. Діячами українського напрямку були І. Невицька, М. Мацієвич, отець Д. Зубрицький, о. Е. Бігарій, о. І. Дюлай та ін.
У 1922–1925 pp. політичні представники українського населення розгорнули безуспішну акцію за створення з української території Прящівщини окремої адміністративної одиниці (жупи), що згодом приєдналася б до Закарпаття. Після невдачі цих заходів громадське життя почало активізуватися аж у 1930-х pp. у різних русофільських організаціях (Общество ім. О. Духновича, студентське товариство «Возрождение», товариства учителів, жінок, молоді).
Провідну роль в житті укр. населення далі відігравала Греко-католицька церква. Вона не мала твердої нац. орієнтації, проте, під проводом єпископа П. Ґойдича († 1960) була заборолом проти посиленої словакізації. Як вияв русофільських тенденцій у 1920-х pp. на Пряшівщині почався рух за православ'я, паралельний до того, який відбувався в східній частині Закарпаття, хоч слабший (гол. діячі: сенатор І. Лажо, І. Ханат та ін.). Центром православ'я став монастир в Ладимировій біля Свидника; у цьому русі були активними російські місіонери. У 1940 р. на Пряшівщині було 19 православних парафій та близько 12 500 вірних, які підлягали православній Мукачівсько-Пряшівській єпархії в юрисдикції сербського патріарха.
Міжвоєнний період позначився також змаганням за нац. школу, передусім за введення «руської» навчальної мови у держ. та церк. початкових школах, як також за заснування руської гімназії. На близько 300 сіл з укр. населенням на Пряшівщині діяло у 1933—1934 р. лише 111 початкових і 2 горожанські (нижчі сер.) школи з «руською» (переважно «язичіє») мовою навчання: 1936 р. засновано першу рос. гімназію у Пряшеві. В освіті, як і в пресі, на Пряшівщині завдяки традиційному москвофільству, консерватизму інтелігенції та впливам рос. еміграції, переважала пророс. тенденція. З газ. виходили: орган «Русской народной партии» — «Народная газета» (1924—1936, ред. І. Жидовський), єпархіальний орган «Русское Слово» (1924—1938; не зважаючи на назву відстоював «тутешняцький» напрям), українською мовою «Слово народа» (1931—1932). З журн. з'являлися «Русская школа» (1926—1931), «Православная Русь» (1930—1939) та ін.
Незважаючи на адміністративний кордон між Пряшівщиною і Підкарп. Руссю, поміж обома частинами Закарпаття існувала тісна культ. і вид. співпраця. Автономістичний рух мав прихильників і на Пряшівщині, хоч програма ревізії кордону уважалася чес. і словацькими чинниками за іреденту.
За Словацької респ. (1939—1944) становище укр. населення Пряшівщини погіршилося. Ліквідовано більшість політ. і гром. організацій (якийсь час діяло Общество ім. Духновича), посилено тиск на Гр.-Кат. Церкву (спроба усунути єпископа Ґойдича), якій закинено, що веде «руську лінію», та посилено акцію словакізації окремих парафій і церк. осередків. Словацький уряд не толерував виявів укр. нац. руху (припинено укр.-мовну газ. у 1940 p.; не допускалися до діяльності на Пряшівщині закарп. емігранти тощо). З'являлася лише газ. карпаторуського напрямку «Новое время» (1940-44, ред. М. Бонько); у словацькому сеймі були три пряшіївські українці, прихильні до режиму (вибори до сейму на Пряшівщині були назагал бойкотовані). На політику словакізації частина населення відповідала симпатіями до СРСР і підтримкою партизанському рухові. У чехо-словацькій бригаді, яка зформувалася в СРСР у 1943, воювала деяка частина українців-пряшівчан.
Після 1945. Занепад Словацької респ. українці в більшості привітали. Після вступу сов. військ на Пряшівщині була утворена 1.3.1945 Українська Народна Рада Пряшівщини (УНРП), яка перетривала як координаційний репрезентативний орган пряшівських українців до 1951 p., а формально була ліквідована на вимогу режиму 1952 р. Пряшівські керівники намагалися актуалізувати справу приєднання Пряшівщини до Закарп. України, а тим самим і до СРСР: саме в той час акція за приєднання інтенсивно велася на сх. Закарпатті (див. стор. 722—723). Але сов. кола таку можливість щодо укр. Пряшівщини пригасили, не бажаючи ускладнень з празьким урядом та словацькими керівниками. Тоді УНРП стала домагатися автономії для укр. населення Пряшівщини в рамках Чехо-Словаччини; вимога територіяльної автономії була відкинена, але УНРП була визнана як речник нац. життя укр. населення. Вона визначила перших представників до тимчасового парламенту в Празі та до Словацької Народної Ради (по п'ять до кожного); поряд з КП Словаччини на Пряшівщині діяла укр.-руська секція Словацької Дем. Партії. До 1948 р. президія УНРП і парламентарна репрезентація українців складалася з комуністів (І. Рогаль-Ільків, П. Капішовський, П. Бабей, та ін.) і некомуністів (В. Караман, П. й І. Жидовські, І. Пєщак, Д. Ройкович, І. Бобак й ін.).
Основні зусилля місц. народного руху були сконцентровані на розбудові культ.-осв. життя (див. далі). У 1946—1947 pp. у гірських селах Пряшівщини діяли відділи УПА та через Словаччину пробиралися підпільно на зах. Це дало привід підозрювати деякі місц. чинники у співпраці з «бандерівцями» та прихильності до «укр. буржуазного націоналізму». Після перебрання влади комуністами у Чехо-Словаччині на Пряшівщині в 1949—1952 pp. проведено примусову колективізацію, яка натрапила на опір селян, і в наслідку спричинилася до чергового відпливу укр. населення до міст поза укр. етнічною територією. У 1950 р. ліквідовано Гр.-Кат. Церкву й переведено її на правос. («православізація»), а у 1951 р. директивно введено українську мову, замість існуючого рос. чи місц. язичія до шкіл (українізація). Усі ці заходи не були популярні серед населення. Щодо українізації освіти, то ця справа не була як слід підготовлена; місц. інтелігенція, вихована в рос. дусі, не була ані свідомою, ані досить ознайомленою з літ. мовою та укр. культурою взагалі.
З 1951 р. на Пряшівщині діє замість УНРП Культурна Спілка Українських Трудящих (КСУТ), заснована з ініціативи партії й на базі індивідуального членства, як єдина укр. суспільно-культ. організація. КСУТ є чл. Нац. Фронту (подібні організації існують в Чехо-Словаччині для угор., поль. і нім. меншостей). У 1967 р. КСУТ мала 268 місц. організацій та близько 7 500 чл. КСУТ координує й організує всю суспільнокульт. діяльність укр. населення Словаччини. Гол. ЦК КСУТ були: І. Гуменик, В. Копчак. М. Ричалка, В. Капішовський, М, Миндош, І. Прокіпчак. КСУТ зазнавав частих чисток; останню проведено у 1969-70, коли деякі діячі були усунені за симпатії демократизаційному процесові та за «буржуазний націоналізм». У 1968 р. була спроба відмовити УНРП і підготовлювався всенар. з'їзд українців-русинів Пряшівщини з виразним наполяганням на політ. правах (автономія, виділення укр. округу в окрему одиницю). Партія припинила цей рух ще до сов. інвазії.
Крім КСУТ, на Пряшівщині існували ще: Союз Молоді Карпат (1946—1949), Общество ім. Духновича, студентське товариство тощо. Спроба відновити Союз Молоді у 1968—1969 pp., як також оформити організації укр. учителів, жінок, журналістів, наук. товариство була припинена. Проте далі існує секція укр. письм. при Словацькому Союзі Письменників.
Укр. життя Пряшівщини включено в заг.-держ., а з 1968 р. (федеративна перебудова держави) і в словацькі рамки. Українці беруть участь через; компартію Словаччини у компартії Чехо-Словаччини (провідний чл. президії В. Біляк), профспілках, Соц. Союзі Молода Словаччини тощо.
У 1969 р. до союзної палати були призначені 2 українці, до палати національностей — 3, до Словацької Народної Ради — 6. Так само українці є в уряді Словацької респ. та області і округових органах влади і партійних керівництвах, в армії та дипломатичному корпусі (посол до Канади, згодом — США — І. Рогаль-Ількіїв). О. Краснянський, В. Маркусь

## Людність

### Міста
На території суцільно заселеній українцями, міст майже нема (крім м. Меджилабірці), однак є деякі менші міста розташовані на словацько-українському мовному пограниччі: Стара Любовня, Свидник, Стропків, Снина.

### Динаміка зміни чисельності населення
У розвитку населення Пряшівщини за останні 100 р. можна вирізнити кілька періодів.
- У 1870–1914 pp. людність майже не приростала, попри сильний природний приріст, через велику еміграцію до США, найбільшу з усіх укр. земель, зокрема на початку 20 ст. (про це свідчить факт, що чисельність греко-католиків на Пряшівщині у 1900—1910-х pp. залишилася без змін, а населення понад сотні сіл зменшилося, подекуди на 25 %); за 1870—1914 pp. з Пряшівщини еміґрувало близько 150 000 українців і мовно пословачених греко-католиків.
- Після невеликого спаду під час першої світової війни населення сильно приросло у 1920—1930-х pp., головно завдяки зменшенню еміграції і значному природному приростові (у 1936 р на всій Словаччині на 1 000 меш.: українців 14,2, словаків і чехів лише 10,0); тому за 1920-30-ті pp. зросло ч. гр.-католиків і правос. на Словаччині з 197 000 до 222 800.
- Після нового загальмування приросту під час другої світової війни приріст населення Пряшівщини у повоєнні часи був незначний, попри високий природний приріст, знову таки через значний відплив укр. населення: у другій пол. 1940их pp. т. зв. оптантів до СРСР (8-10000; частина з них повернулася у 1960-х pp.) і Чехії на землі, заселені до 1947 р. німцями;
- у 1950-60их pp. населення постійно відпливало з перенаселеного краю до пром. районів Чехії і Моравії (зокрема до Остравсько-Карвінського басейну) і до близьких Кошиць та ряду менших міст Пряшівщини, положених б. укр. етнічної території. Разом з цим спостерігається щораз більше розпорошення пряшівських українців — більшість їх живе тепер за межами Пряшівщини — у США і також у промислових районах Чехії, Моравії, Словаччини.

### Етнічні відносини
Етнічні відносини Пряшівщини досить складні й мінливі. Багаторічне культурне і побутове співжиття українців та сх. словаків і угорців, при перевазі чужого елементу, особливо у низинних районах Пряшівщини (між Брановом, Гуменним, Михайлівцями і Собранцями, куди у 18 ст. почала напливати сильна словацька колонізація), сприяли мовній словакізації українців; лише частково (у містах та етнічних островах на півд.) вони угорщилися. При цьому, в одному й другому випадку вони зберігали релігію (гр.-кат.). Греко-католики зі словацькою мовою до 1920-х pp. становили переходову групу, яку єднала з українцями віра й традиції, з словаками — мова. Їх ч. постійно збільшувалося через перехід частини укр. населення на словацьку мову. Найбільший відсоток становили гр.-католики з словацькою мовою у півд.-сх. частині Словаччини — від ⅓ до ½ всього населення. Разом з цим українська суцільна територія зменшилася до сх. і півн. частини Пряшівщини; поза нею залишилася ще низка укр. мовних та гр.-кат. островів з словацькою, а на півдні з угор. мовою (див. карту). Словакізація укр. населення збільшилася за чехо-словацької влади; тепер гр.-католики і правос. з словацькою мовою почувають себе вже словаками.

### Мовна ситуація
Розподіл греко-католиків і православних за мовою й докладне визначення кількості українців зробити важко, бо угорські і чехословацькі переписи населення подавали частку українців невірно. На підставі цих переписів кількість греко-католиків і православних у всій Словаччині була така (у тис.):
- 1890 — 185, число українців: 84,4,
- 1900 — 199, число українців: 84,6,
- 1910 — 200, число українців: 97,0
- 1921 — 198, число українців: 85,6,
- 1930 — 223; число українців: 91,1.

Українські дослідники (В. Гнатюк, С. Томашівський, М. Кордуба й ін.) визначають число українців значно вище. За оцінками В. Кубійовича 1930 на Пряшівщині жило щонайменше 110000 українців (у тому числі на укр. суцільній території — 87 000 або 73,8 % всіх; крім них, 16 000 словаків і чехів, 11 000 євреїв, 1 000 угорців, 3 000 ін.), на українських островах і в розпорошенні 23 000; ч. греко-католиків зі словацькою мовою близько 80 000.
Повоєнні переписи подають чисельність українців на Пряшівщині цілком невірно (у тис.): 1950 — 46, 1960 — 33, 1970 — 38. За цей час опитування Словацької Національної Ради в 1967 знайшло у 206 с. (з усіх 250) 98 000 українців. Їх чисельність на Пряшівщині можна нині визначити на 110—125 000. На зменшення чисельності українців на Пряшівщині за останні 30 років вплинула не тільки словакізація, але й еміграція значного числа українців за межі Пряшівщини, головним чином до чеських країв.
Пряшівщину заселює плем'я лемків (хоч ця назва мало поширена на Пряшівщині), що до 1947 р. жило компактно також на півн. схилах Карпат у Польщі. Закарп. і гал. лемків об'єднує спільна етногр. культура та говіркові особливості. Лише на сх. п. живе населення з сер.-карп. говірками (його зараховують до бойків). Укр. населення Пряшівщини традиційно називає себе русинами або руснаками. Щойно з 1950-х pp. назви «українець», «український» почали набувати поширення.
Якщо до розпаду ЧССР словацька влада підтримувала освіту українською мовою у школах для національних меншин, після незалежності має місце тенденція на відділення русинів та русинського діалекту від загальноукраїнського мовного масиву. Але водночас триває і вивчення української мови в рамках україномовної парадигми, хоча обсяг вивчення зменшився. Характерно, що частина активістів, які до 1993 р. ідентифікували себе як україномовні, пізніше перейшла на позиції русинства.

## Відомі українці, пов'язані з Пряшівщиною

### Народилися в Пряшівщині
- Федір Головатий (XV століття, Руська Волова, Земплинська жупа, Угорське королівство) — ватажок закарпатських опришків, що діяв на лемківських землях Пряшівщини та Перемишльщини.
- Духнович Олександр Васильович (1803, Тополя, Земплинська жупа, Угорське королівство — 1865, Пряшів, Шариська жупа, Угорське королівство, Австрійська імперія) — греко-католицький священник, україноруський письменник, педагог, поет, культурний діяч. Намагався створити єдину літературну мову для всіх західноукраїнських земель, але найкращі свої поетичні твори написав народною закарпатською говіркою. Від вдячних послідовників отримав прізвисько «русинський Шевченко».
- Товт Олексій Георгійович[rue] (1854, Кобильниці, Шариська жупа, Угорське королівство, Австрійська імперія — 1909) — духовний лідер закарпатських емігрантів у Сполучених Штатах, 2001-го року прославлений в Соборі Галицьких святих у Львівській єпархії Української Православної Церкви.
- Невицька Ірина Павлівна (1886, Збудська Біла, Земплинська жупа, Угорське королівство, Австро-Угорщина — 1966, Пряшів, Східно-Словацька область, Чехословаччина) — українська письменниця, громадська діячка, у 1918-му році борець за об'єднання Пряшівщини та Закарпаття з незалежною Україною, організаторка пряшівської «Просвіти» та газети «Слово народа» — першого на Пряшівщині часопису, що виходив українською літературною мовою.
- Севастіян Сабол (1909, Пряшів, Шариська жупа, Угорське королівство, Австро-Угорщина — 2003) — церковний та громадський діяч, поет, активіст Карпатської України та Карпатської Січі, автор праці «Від Угорської Русі до Карпатської України».
- Контратович Ернест Рудольфович (1912, Кальна Розтока, Земплинська жупа, Угорське королівство, Австро-Угорщина — 2009) — український художник, автор картин «Рідні Карпати», «До Латориці», «Верховинська Мадонна» та інших.
- Лазорик Федір Семенович (1913, Бехерів, Шариська жупа, Угорське королівство, Австро-Угорщина — 1969) — український письменник, поет, прозаїк, публіцист, редактор часописів «Пряшівщина», «Дукля», укладач букваря, читанки та підручника української мови для Східної Словаччини.
- Юрій Бача (1932, Кечківці, Словацька земля, Чехословаччина) — український письменник і публіцист, науковець-україніст, професор з української літератури. Автор праць «З історії української літератури Закарпаття та Чехословаччини», «Добрий день, Україно», та інших.
- Мушинка Микола Іванович (1936, Курів, Словацька земля, Чехословаччина) — фольклорист та українознавець, Президент Наукового товариства імені Шевченка у Словаччині, голова Асоціації українців у Словаччині, іноземний академік Національної Академії наук України.
- Яцканин Іван Юрійович (1950, Ряшів, Пряшівський край, Чехословаччина) — український письменник, голова Спілки українських письменників Словаччини, головний редактор літературного журналу «Дукля» та українського дитячого журналу «Веселка». Живе у місті Пряшові.
- Петрашовські Микола (1952, Меджилабірці, Пряшівський край, Чехословаччина) і Наталя (1981, Гуменне, Східно-Словацька область, Чехословаччина) — вокальний дует (батько і дочка), лауреати фестивалю української пісні у місті Гуменне і конкурсу «Пісні мого роду».
- Плішкова Анна — сучасна словацька лінгвістка, кодифікатор пряшівського варіанту «русинської мови».
- Штець Микола — український і словацький лінгвіст, відстоював точку зору, що українці і русини – одна національна меншина і розділення її на два різні етноси наносить шкоду національному розвитку українців Словаччини, один з укладачів "Церковно-слов'янсько-словацького словника".

### Пов'язані з Пряшівщиною життям та працею
- Енді Воргол, Андрій Варгола (1928—1987) — всесвітньо відомий американський митець, один із засновників поп-арту та культова постать в історії сучасного мистецтва в цілому. Його батьки переїхали до Америки з села Микова.

## Зародження промисловості
Основним зайняттям укр. населення Пряшівщини і гол. багатством краю є далі сіль. господарство. У півн.-сх. частині Пряшівщини тепер рілля займає 31 % всієї площі, сіножаті й пасовища — 24 %, ліс — 40 %. Понад пол. посівної площі займають збіжжеві культури, понад 20 % кормові, 20 % картопля, 5 % техн. (гол. льон і коноплі), з зернових по 30 % площі припадає на ячмінь і овес, 21 % на пшеницю, 16 % на жито, 2 % на кукурудзу (всі ч. — приблизні). Порівняно з 1930-ми pp. збільшилася вся засівна площа, зокрема кормових і під пшеницею, зменшилася під вівсом і житом. Укр. Пряшівщина виявляє недостачу пшениці й жита, деяку надвишку вівса і картоплі; значно більше продуктів тваринництва.
Новозбудовані зав., хоч є у м. з більшістю неукр. населення, притягають сіль. укр. робітників, зокрема молодь; дехто поселюється в них назавжди, ін. (близько 20 % робітників) доїжджають на працю. Разом з цим змінюється проф. і соц. структура укр. населення і підвищується його життєвий рівень, хоч він найнижчий у Чехо-Словаччині (1958 в усьому Пряшівському краю 5 300 корон річно на особу, в укр. округах 3-4 000), а працездатне населення лише частково використане.

## Церковне життя
1945 року греко-католицька Пряшівська єпархія перебрала юрисдикцію над усіма греко-католиками в Чехо-Словаччині. Ординаріем був з 1940 єпископ П. Ґойдич, єп.-помічником з 1947 В. Гопко. У 1950 р. інспірувався ззовні з політ. мотивів рух за «возз'єднання гр.-католиків з православними». Церковний синод, окликаний 28. 4. 1950 у Правцеві урядовими чинниками й підтримуваний УНРП, з участю кількох десятків свящ., мирян та в більшості непричасних до Церкви людей, уневажнив унію 1646 та постановив повернутися до православної церкви. Ця постанова була затверджена урядом та моск. патріархом. Греко-католицької церквиперебиралися за допомогою поліційних органів і партії; частина свящ., як і обидва еп., були заарештовані, деякі свящ. (50—70) перейшли на православ'я, а ін. перейшли в цивільний стан або прийняли римо-кат. обряд. Значна частина вірних, гол. по м. почала ходити до костьолів, що в дальшому сприяло словакізації. Єп. Ц. Ґойдича суджено у січні 1951 за «протидержавну діяльність» з вироком до смертного ув'язнення (помер у тюрмі 1960), а єпископ Гопка без суду тримали в ув'язненні до 1967.
Православна церква на Пряшівщині, як і в усій Чехо-Словаччині, була 1946 звільнена з юрисдикції серб. патріарха, і з неї було утворено екзархат моск. патріархії, 1949 утворено єпархію в Пряшеві, яку очолив Алексей Дєхтярев, кол. рос. білий емігрант (згодом Доротей Филип, уродженець Закарпаття, тепер — Николай Коцвар). 1950 з неї виділено Михайлівецьку єпархію для вірних, більшість яких уважається словаками (її єпископ став кол. гр.-кат. свлщ. Олександр Михалич). 1951 моск. патріарх надав автокефалію Правос. Церкві в Чехо-Словаччині, яка тепер складається з 4 єпархій на чолі з празьким митр. (нині є ним — Доротей). У Пряшеві засновано теологічний фак. та почала виходити рел. преса чес., словацькою і укр.-рос. мовами, серед неї «Свет православия», згодом «Голос православія» (з 1958, переважно українською мовою), місячник «Заповіт Св. Кирила і Методія» та церк. календарі. У літургії зберігається ц.-слов. мова, а в проповідях і катехізації — укр., місц. говірка та словацька. У пол. 1960их pp. правос. митрополія прийняла під тиском уряду, не зважаючи на опір консервативної частини вірних, новий календар. Див. також стор. 2388—2389.
Під час чехо-словацької лібералізації 1968—1969 pp. гр.-католики почали рух за відновлення їхньої Церкви, на що уряд дав згоду (13. 6. 1968). Більшість вірних повернулася до Гр.-Кат. Церкви, але вона підпала під словацькі впливи й управління (див. Пряшівська єпархія). Група свідомих укр. гр.-кат. свящ. видає місячник «Благовісник» (з 1969) та церк. календарі українською мовою; поряд виходить гр.-кат. журн. словацькою мовою.

## Освіта і культ. життя
Після 1945 з ініціативи УНРП постав Реферат Укр. Шкіл, спочатку в Кошицях, потім у Братиславі (керівник І. Пєщак), який розгорнув широку діяльність в організації шкільництва. У школах переважала рос. мова при частковому вживанні укр. У 1945—1946 pp. на Пряшівщині діяло 277 початкових шкіл, 14 горожанських (у 1947-18 — 25), 3 гімназії, торг. школа та учительська семінарія. На 1. 9. 1947 у цих школах було 650 учителів та близько 30 000 учнів. З поч. 1950-х pp. уряд змінив мову навчання з рос. чи «язичія» на укр. (постанова ЦК компартії Словаччини з червня 1952) і дав батькам право вирішувати про мову навчання: укр. або словацьку. Завдяки складним умовам (накинена згори українізація, до якої ані учителі, ані діти не були підготовані, ототожнювання «українства» з усім сов. і постійний тиск словаків) почався поступовий перехід укр. шкіл на словацьку мову (1949 — 60 шкіл, 1952—1960 — 24, 1961—1963 — 160). До масової зміни мови навчання на початку 1960-х pp. був такий стан укр. шкільництва на Пряшівщині (ч. на 1959, у дужках на 1966): 189 неповних початкових шкіл (54), 42 заг.-осв. вісімкласні (14), 5 заг.-осв. сер. (7), 4 сер. проф. (у 5 проф. є укр. класи). Лише 6 000 учнів у 1967 навчалися українською мовою, у тому ч. 500 у проф. школах.
За останні pp. (1968—1971) можна зауважити боротьбу за укр. школу і деяке повернення української мови до шкіл як предмета навчання. Сов. окупація країни не сприяла популярності укр. шкільництва, але водночас вона спинила їх нагальну словакізацію, чото домагалися словацькі шовіністичні кола, гол. з «Словацької Матиці». У 1968 дискримінаційні заходи словацької влади супроти укр. учителів (переміщування їх з місця праці, вимога перекваліфікації та вживання винятково словацької мови) викликали їхні страйки.
Пед. кадри готувала учительська семінарія, згодом пед. інститут у Пряшеві. На поч. 1950-х pp. деякі вчителі здобули освіту в університетах України. У 1953 утворено катедру української мови та літератури при пед. фак., а у 1959 відкрито таку ж катедру Ігри філос. фак. Університету ім. Шафарика в Пряшеві. Існує укр. відділ Дослідного Інституту Педагогіки (заїв. Ю. Железник) та кабінет української мови Пед. Інституту в Пряшеві, з 1964 виходить фаховий пед. місячний додаток до ж. «Дружно вперед» — «Школа і життя». Підручники для укр. шкіл та української мови у словацьких школах видає Словацьке Пед. Видавництво у Братиславі (до 1970 — понад 270 назв).
Масовою позашкільною освітою керувало у 1945—1949 pp. відновлене Общество ім. Духновича, а згодом — КСУТ. Він наглядає над працею самодіяльних мист. груп, опікується хатами-читальнями (в укр. с. діє близько 90 будинків культури і читалень). У 1967 було 92 фолкльорні та муз. ансамблі і 60 театральних гуртків, серед них танцювальний ансамбль «Карпатянин» та молодіжний хор «Весна» — обидва у Пряшеві. Відбуваються річні фестивалі драми і мист. слова у Снині, фестивалі укр. естради в Камйонці, свята спорту і пісні у Межилабірцях та великі свята пісні і танцю (з 1955) у Свиднику (при участі 25-30 000 глядачів та понад 2 000 виконавців).

### Театр і музика.
До 1945 театральне життя на Пряшівщині не виходило поза рамки аматорських вистав. 1946 почав діяти Український Народний Театр (один з засновників І. Гриць-Дуда) у Пряшеві, субвенціонований державою, який упродовж 25 pp. існування дав близько 160 прем'єр укр. та рос. мовами, а також перекладних з ін. мов та понад 3 000 виступів. Видатні театральні діячі: В. Бавоняр († 1956, режисер), Ю. Шерегій (режисер оперет), Й. Фельбаба (теперішній режисер), І. Пиханич (теперішній дир.) те ряд акторів. Театр виконує ролю мандрівного театру, часто виступаючи по с. і м-ках Пряшівщини, він буває на Гастролях в УРСР і Юґославії.
У 1946 у Межиляборцях засновано перший проф. Ансамбль пісні і танцю укр. населення (згодом припинив діяльність), а потім такий ансамбль існував у 1953—1955 у Цемятах б. Пряшева. З останнього зформовано теперішній Піддуклянський Український Ансамбль Пісні і Танцю (ПУНА), який спеціалізується на місц. фолкльорі; він співпрацює з Укр. Народним Театром і перебуває під однією дирекцією.
Народні пісні Пряшівщини гармонізували А. Сухий (1904—1950), Ю. Костюк, С. Ладижинський, Ю. Цимбора й ін., що працювали також як диригенти хорів.
У роки незалежності Словаччини набув відомості фолк-рок-гурт «Грдза», який між іншими виконує і пісні українською мовою.

### Образотворче мистецтво.
Традиції малярства, гол. церк., на Пряшівщині сягають 18—19 ст. Тут діяли та походили з укр. П. такі мистці: малярі М. Манкович (1785—1853), Й. Змій-Миклошій (1792—1841), І. Рошкович (1854—1915), різьбар іконостасів Г. Гвоздович (1871—1903) та ін. У міжвоєнний період на Пряшівщині працювали малярі С. Добош, М. Дубай, Д. Зубрицький, Ю. Милий, А. Чеченський, Д. Яцкович, скульптори Ф. Гібала та О. Мондич (авторка пам'ятника О. Духновичеві у Пряшеві).
Найзидатнішими малярами після 1945, які здобули заг. чехо-словацьке визнання, є визначний пейзажист медитативно-лірйчного нахилу й глибокий знавець атмосфери Карпат Д. Милий († 1971) та найвідоміший графік, майстер світляних контрастів, абстракціоніст пленеру О. Дубай (*1919), обидва проф. Братиславської Академії Мистецтв, та Єва Бісс, авторка реалістично-психологічних портретів і жанрових картин. У Пряшеві ще працюють А. Гай, С. Гапак, М. Диць, Ю. Кресила, П. Маркевич, А. Шутик (†) та карикатурист Ф. Віцо.

### Преса, видавництва і радіомовлення.
З 1945 у Пряшеві виходили двома мовами (рос. і укр.) тижневик «Пряшевщина», орган УНРП (до серпня 1951), двотижневик «Демократический Голос», що його видавала у 1945—1947 pp. Укр. секція словацької дєм. партії, і дитяча газ. «Дзвіночок-Колокольчик» (1947—1950). Деякий час виходили районні укр. газ. у Гуменному та Вардієві. Група студентів з Пряшівщини «Возрождение» видавала в Празі неперіодичне рос. літ.-гром. ж. «Костер» (1946—1947) та газ. «Карпатская Звезда-Звізда» (1946—1948).
З 1951 рос. мова була усунена, і в Пряшеві почали з'являтися періодичні вид. українською мовою: тижневик «Нове Життя» (спочатку орган КП Словаччини, з 1959 — КСУТ), ілюстрований місячник «Дружно вперед» (1956—1958 — двотижневик) з додатком «Школа і Життя» (з 1964), літ.-суспільний квартальник «Дукля» (з 1966 — двомісячник). Для дітей у 1952 з'являлася в Братиславі «піонерська газета», перетворена у 1968 на двотижневик «Веселка» (Кошиці). У 1968—1970 виходив молодіжний додаток «Тон» до «Нового Життя». КСУТ видає ще щорічні «Народні календарі» та неперіодичне «Репертуарні збірники». (Про рел. пресу згадано вище).
Книжкові вид. виходять у відділі укр. літератури Словацького Пед. Видавництва (Пряшів) — щороку 10—15 книг українською мовою: красного письменства, наук. чи наук.-популярного змісту. Для розповсюдження укр. вид. діє Клуб укр. книги.
1934 р. Кошицька радіостанція відкрила укр. («карпато-руську») студію (детальніше див. Українське радіомовлення в Словаччині), тоді ще призначену для всього Закарпаття, і відтоді вона діє. з незначними перервами під час війни. 1945 її відновлено для українців Пряшівщини, і тепер вона має осідок у Пряшеві. Укр. редакція РадіоПряшів пересилає щотижня понад 6-годинну програму (вісті, коментарі, музику, літ. пересилання тощо). Її організатором і довголітнім керівником був А. Рудловчак.

### Музеї
- Музей української культури в Свиднику
- Музей русинської культури в Пряшеві

## Наука і дослідження
Етногр. культура, історія та особливо усна словесність Пряшівщини становили і є далі гол. предметом вивчення багатьох укр. і чужих дослідників. Видатними дослідниками укр. П. були, крім місц. діячів 19 і поч. 20 вв., такі укр. вчені: з гал. українців — етнограф В. Гнатюк, автор багатотомових вид. фолкльорного матеріалу та праць про етнічні відносини краю; історик С. Томашівський, мовознавці І. Верхратський та І. Панькевич, фолкльорист Ф. Колесса та ін.; з росіян: літературознавець Є. Недзєлський, мовознавець Г. Ґеровський, чех літературознавець Ф. Тіхи та ін.
За останні 25 pp. на Пряшівщині вперше в її історії сформувалися місцеві наукові кадри, що розгортають свою діяльність на ґрунті новопосталих науково-навчальних установ у Пряшеві (див. стор. 2388) і Музеї Укр. Культури у Свиднику. Проведено ряд наук. конференцій та міжнар. українознавчих симпозіюмів. Наприкінці 1960-х pp. була спроба скоординувати українознавчу науку в окремому Укр. Наук. Товаристві при КСУТ, але цю ініціативу уряд загальмував. На Пряшівщині працює тепер ряд літературознавців: Ю. Бача, І. Волощук, Ф. Ковач, М. Роман, О. Рудловчак, Й. Шелепець; мовознавців: П. Бунганич, В. Латта († 1965), М. Штець; етнограф М. Мушинка; істориків: І. Байцура, І. Ванат, А. Ковач, II. Урам; мистецтвознавців: С. Гапак, А. Маркович; економіст В. Капішовський; юрист Й. Марусин та ін. У вивченні Пряшівщини допомагають україністи Братислави (історики: П. Гапак, Л. Гараксим, Ф. Гондор, О. Ставровський; літературознавці: М. Мольнар, М. Неврлі і В. Хома) та Праги (О. Зілинський, А. Куримський). Багато уваги присвячується вивченню взаємин між укр. та чес. і словацькими народами.
Одним з центрів вивчення регіональної проблематики Пряшівщини є Музей Укр. Культури (заснований 1960 р. у Красному Броді й перенесений 1964 до Свидника; теперішній дир. І. Чабиняк); музей видає наук. зб. (до 1971 — 5 випусків). У с. Тополі відкрито Музей-хату О. Духновича.
За останній час записано і видано зб. фолкльорного матеріалу Пряшівщини, чим збережено цінний витвір духової культури цієї гілки українського народу на переходовій території схрещення різних впливів: словацьких, поль. і угор. Найважливіші зб.: «З уст народу» (1955), «Укр. нар. пісні Пряшівського краю» (т. І, 1958, т. II, 1963), «Укр. нар. казки Сх. Словаччини» (І—III, 1965, 1966, 1969), «З глибини віків. Антологія усної нар. творчості українців Сх. Словаччини» (1967).
При Пряшівському університеті працює Інститут русинської мови та літератури (директорка Анна Плішкова), який досліджує карпаторусинські діалекти та культуру.